# Bershad (huyện)
Huyện Bershad (tiếng Ukraina: Бершадський район, chuyển tự: Bershads'kyi raion) là một huyện của tỉnh Vinnytsia thuộc Ukraina. Huyện Bershad có diện tích 1286 km², dân số theo điều tra dân số ngày 5 tháng 12 năm 2001 là 71312 người với mật độ 55 người/km2. Trung tâm huyện nằm ở Bershad.